# Остроганський заказник
Острога́нський зака́зник — лісовий заказник місцевого значення в Україні. Розташований у межах Березнівського району Рівненської області, на території Марининської сільської ради. 
Площа 168,4 га. Статус присвоєно згідно з рішенням Рівненської облради № 69 від 19.03.1999 року. Землекористувач: ДП «Соснівський лісгосп» (Більчаківське лісництво, квартал 48, виділи 1, 6; квартал 39, виділ 1; квартал 49, виділи 11, 20; квартал 56, виділ 7; квартал 57, виділи 1, 11, 16-18). 
Статус присвоєно для охорони багатих за флористичним складом старих дубових лісів, серед яких значні площі займають угруповання із «Зеленої книги України». Територія заказника розташована в межах Клесівської денудаційної рівнини Житомирського Полісся. Через центральну частину протікає річка Соколівка. Тут трапляються рідкісні для регіону центральноєвропейські та субсередземноморські види на східній межі свого поширення — кадило сарматське, молочай гранчастий, клопогін європейський, осока затінкова, яка занесена до «Червоної книги України». Тут зростає популяція такого малопоширеного бореального виду як вовчі ягоди звичайні, низка «червонокнижних» видів (лілія лісова, плаун річний, любка дволиста, гніздівка звичайна, коручка темно-червона тощо). Особливу цінність заказника становлять угруповання дубових лісів із домінуванням у трав'яному покриві центральноєвропейського виду — осоки трясучковидної, які є рідкісними і занесені в «Зелену книгу України». 
Це найбільш збережена та цінна в науковому відношенні «Стара діброва» на відрогах Волинського лесового плато, що обумовлює багатий рослинний покрив, від чистих дубових насаджень до мішаного лісу, в підліску яких часто трапляється третинний релікт — рододендрон жовтий. Саме різноманітність екотопів лісової рослинності заказника обумовлює його флористичне багатство.